# Ланды (баскетбольный клуб)
«Ланды» — французский женский баскетбольный клуб из Мон-де-Марса́на, Ланды, региона Аквитания. Основан в 2003 году. Лучшим достижением в чемпионате Франции является 3-е место в сезоне 2013/14.

## История
В середине XX века в городке Эр-Монкюб была образована женская команда по баскетболу, которая участвовала в соревнованиях департамента Ланды. Затем, объединившись с двумя городками Фарг и Кудюр, клуб «EFC Баскет» заявился участвовать в национальном чемпионате Франции, где провёл шесть сезонов в «NF2» (третья лига) и четыре сезона в «NF1» (вторая лига).
В 2003 году для дальнейшего развития, как в спортивной области, так и с финансовой стороны было принято решение перевести команду в административный центр департамента Ланды Мон-де-Марса́н. Через пять лет команда вошла в элитный дивизион Франции «LFB», где и играет до сих пор, а также с 2012 года выступает в розыгрышах кубка Европы.

### Чемпионат Франции
| Сезон   | Лига   | Место | Примечания     |
| ------- | ------ | ----- | -------------- |
| 2005/06 | «NF1»  |       | Вышел в «LFB2» |
| 2006/07 | «LFB2» | 3     |                |
| 2007/08 | «LFB2» | 1     | Вышел в «LFB»  |
| 2008/09 | «LFB»  | 12    |                |
| 2009/10 | «LFB»  | 9     |                |
| 2010/11 | «LFB»  | 5     |                |
| 2011/12 | «LFB»  | 8     |                |
| 2012/13 | «LFB»  | 6     |                |
| 2013/14 | «LFB»  | 3     |                |